# 강화 내가 오상리 고인돌
강화 내가 오상리 고인돌(江華 內可 鰲上里 고인돌)는 인천광역시 강화군 내가면 오상리에 있는 청동기 시대의 고인돌이다. 1995년 3월 1일 인천광역시의 기념물 제16호 내가지석묘로 지정되었다가, 2008년 8월 18일 현재의 명칭으로 변경되었다.

## 개요
지석묘는 청동기시대의 대표적인 무덤으로 고인돌이라고도 부르며, 주로 경제력이 있거나 정치권력을 가진 지배층의 무덤으로 알려져 있다.
우리나라의 고인돌은 4개의 받침돌을 세워 지상에 돌방을 만들고 그 위에 거대하고 평평한 덮개돌을 올려놓은 탁자식과, 땅속에 돌방을 만들고 작은 받침돌을 세운 뒤 그 위에 덮개돌을 올린 바둑판식으로 구분된다.
인천시 강화군 내가면에 있는 이 지석묘는 탁자식으로 돌칼·돌화살촉·민무늬토기 등이 출토되어 당시의 생활을 연구하는데 중요한 자료가 된다.

## 참고 자료
- 강화 내가 오상리 고인돌 - 국가유산청 국가유산포털

1. ↑  인천광역시고시 제2008-160호, 《인천시 문화재(보호)구역빛 문화재명칭 변경》[깨진 링크(과거 내용 찾기)], 인천광역시장, 인천광역시보 제1000호, 43면, 2008-08-18, 변경사유:일본식 표기 정정